# Европска социјална повеља
Европска социјална повеља је конвенција Савета Европе, потписана 18. октобра 1961. у Торину, а ревидирана 3. маја 1996. у Стразбуру, која утврђује права и слободе и успоставља систем контроле који гарантује њихово поштовање од стране држава потписница. Ревидирана повеља ступила је на снагу 1999. године и постепено замењује првобитни уговор из 1961. године. Протокол из 1995. године који предвиђа систем колективних жалби омогућава Европском одбору за социјална права да поднесе жалбе због кршења ове Повеље.

## Коришћење
Повеља је основана ради побољшања Европске конвенције о људским правима која се углавном бави грађанским правима . Темељна права утврђена Повељом су социјална права : становање, здравство, образовање, запослење, радни услови, смањење радног времена, право на штрајк, колективни уговор, једнака плата за еквивалентни рад, матерински додатак, правна и социјална заштита, социјална помоћ, кретање људи, недискриминација, заштита од сиромаштва и социјалне искључености, као и права радника миграната и особа са инвалидитетом.
Државе потписнице повоље подносе годишњи извештај у коме наводе како спроводе Повељу у закону и пракси.
Европска социјална повеља има наднационалну димензију јер се земље потписнице обавезују да ће је поштовати. Барем тако предлаже Повеља из 1961. године, али када државе поднесу извештаје Европском комитету за социјална права, он даје препоруку дотичној држави ако треба да се изврше промене. Поред тога, представнике бирају представници Савета министара (представници министара спољних послова држава чланица) чији рад припрема рад владиног комитета.

## Европски комитет за социјална права
Европски одбор за социјална права одговоран је за утврђивање да ли су национални закони и праксе у складу са Повељом. Састоји се од 15. независних и непристрасних чланова које бира Одбор министара Савета Европе на мандат од шест година, који се може обновити једном.
Одређене организације су овлашћене да поднесу жалбу Европском одбору за социјална права. Притужбу испитује онај који одлучује о њеној прихватљивости.

## Државе потписнице ревидираног уговора
- Мађарска (ратификација ревидираног уговора 20. априла 2009. године)
- Словачка (ратификација ревидираног уговора 23. априла 2009. године)
- Бивша Југословенска Република Македонија садашња Северна Македонија (потпис ревидираног уговора 27. маја 2009. године)